# San Simón (Apostolado de Almadrones)
San Simón es una obra atribuida al Greco, que formaba parte del llamado Apostolado de Almadrones, una serie de lienzos hallados en la iglesia de Almadrones, en Guadalajara. Consta con el número 193 en el catálogo razonado realizado por el profesor e historiador del arte Harold Wethey, especializado en El Greco.

## Introducción
Esta obra fue parte de un apostolado incompleto —solamente se conservan ocho lienzos— procedentes de la Iglesia de Almadrones, en Guadalajara. La existencia de un noveno lienzo representando a Juan el Evangelista parece atribuible a un error. Este conjunto repite con pocas variantes los modelos del Apostolado de la catedral de Toledo y del Apostolado del Museo del Greco. En el Museo del Prado se conservan cuatro lienzos. Las otras cuatro obras de este conjunto están repartidas entre el Museo de Arte del Condado de Los Ángeles (una pintura) y el Museo de Arte de Indianápolis (tres pinturas). Este lienzo es una de las tres piezas en Indianápolis.

## Análisis de la obra

### Datos técnicos y registrales
- Actualmente en el Museo de Arte de Indianápolis;
- Pintura al óleo sobre lienzo;
- Dimensiones: 72 x 55 cm;
- Datación: ca.1610-1614;[4]
- Las iniciales delta (Δ) y theta (Θ) aparecen en el hombro derecho, a manera de firma.[5]

### Descripción de la obra
Esta figura del apóstol Simón  recuerda la del apostolado del Museo del Greco, en Toledo, aunque este último es una imagen de tres cuartos. La cara gris y la barba tienen un aspecto confuso, y tampoco la túnica azul o el manto amarillento están del todo bien realizados.

## Procedencia
- Iglesia parroquial de Almadrones (Guadalajara), Spain, hasta 1936 o inmediatamente después;
- Fuerte de Guadalajara (antiguo convento de San Francisco) hasta 1941;
- Restaurado en el Museo del Prado, 1941-45 por Jerónimo Seisdedos.
- Obispado de Sigüenza en 1945,
- Vendido y legalmente exportado, 1952;
- Newhouse Galleries, Nueva York;
- Dr. George Henry Alexander Clowes [1877-1958], Indianápolis, Indiana, 1952;
- Colección de la Fundación Clowes, Indianápolis, 1958-present (C10036);
- Legado al Indianápolis Museum of Art;
- Actualmente en el Indianápolis Museum of Art ( Newfields).[7]